# 西貢丸 (特設巡洋艦)
西貢丸（さいごんまる）は、かつて大阪商船が所有し運航していた貨客船。太平洋戦争では特設巡洋艦として運用された。厳密な艦種類別は「特設巡洋艦兼敷設艦」であり、実際の戦歴も敷設艦としての任務が多かった。特設巡洋艦（兼敷設艦）として入籍後は沈没の時まで類別変更されず、その意味では日本海軍最後の特設巡洋艦でもあった。
なお、大阪商船の所有船としての「西貢丸」としては二代目である。初代は1901年（明治34年）にイギリスで建造され、1912年（大正元年）11月に購入して1923年（大正12年）に売却するまで所有していた。

## 概要
大阪商船が1937年（昭和12年）9月に開設したサイゴン・バンコク急航線に投入するために、第三次船舶改善助成施設適用船として建造の「盤谷丸」に続いて1936年（昭和11年）12月9日に三菱神戸造船所で起工され、昭和12年4月28日に進水して9月30日に竣工した。諸要目は「盤谷丸」と大差ないが、例えば載貨重量トン数の数値が「盤谷丸」よりも若干重い。10月15日に処女航海を行い、先に竣工した「盤谷丸」とともに40日1航海の定期航海を行った。しかし、開航時期が日中戦争勃発後であり、戦争の拡大に伴う民間船の徴傭や、それに関連する船繰りの都合もあり、サイゴン・バンコク急航線は開航後わずか1年で休航し、以降は従来のサイゴン・バンコク線に転じた。徴傭船が多く出た大阪大連線（大連航路）にピンチヒッターとして転じたこともあった。
「西貢丸」は1941年（昭和16年）8月21日付で日本海軍に徴傭されて呉鎮守府籍となり、9月20日付で特設巡洋艦として入籍。9月23日から10月5日まで播磨造船所で特設巡洋艦としての艤装工事が行われた。主だった兵装は12センチ砲4基、機銃のほかに機雷500個であった。特設巡洋艦となった「西貢丸」は、「盤谷丸」や同じく特設巡洋艦兼敷設艦の「金城山丸」（三井物産船舶部、3,263トン）とともに呉警備戦隊に配属される。12月8日の開戦をはさみ、豊後水道で防備機雷の敷設および12月31日から1942年（昭和17年）1月1日まで紀伊水道での防備機雷の敷設に従事する。以後も呉防備戦隊の主隊として志布志を拠点に対潜哨戒や防備作業、母艦任務、通信連絡業務などにたずさわった。4月6日以降は第二海上護衛隊に転じる「金城山丸」に代わって呉防備戦隊旗艦となる。10月24日には、アメリカ潜水艦「トリガー」の雷撃で損傷した特設運送船（給油）「日章丸」（昭和タンカー、10,526トン）の救援活動に従事した。1943年（昭和18年）2月28日、「西貢丸」は「盤谷丸」とともに佐世保第七特別陸戦隊を乗せて横須賀を出撃し、当初の予定では横須賀第七特別陸戦隊と同様にラバウルに輸送する予定だったが、途中で行き先がタラワに変わり、3月17日に到着。「西貢丸」と「盤谷丸」は無事に輸送任務を終え、4月2日に佐伯に帰投した。
これより少し前の3月、アメリカ潜水艦「ワフー」が黄海で通商破壊戦を行った。この事態を重く見た日本海軍は、黄海の出入り口に対潜機雷礁を敷設してアメリカ潜水艦の行動を封じようと目論んだ。ところが、この当時正規の敷設艦で日本近海にいたのは「常磐」だけだったため、軍令部は敷設能力がある大型の特設艦船を黄海方面の水域を担当する鎮海警備府の指揮下に入れて「常磐」とともに敷設作業を行わせることになった。指令は5月21日付で出され、「西貢丸」は実施中の各種実験の日程が終了したあとに鎮海警備府の指揮下に入ることになった。「西貢丸」とともに作業に投入されたのは2隻の特設敷設艦、「高栄丸」（高千穂商船、6,774トン）と「新興丸」（新興商船、6,479トン）で、敷設作業は7月19日から9月16日の間実施された。作業完了間際の9月13日、「西貢丸」、「高栄丸」および「新興丸」は大阪警備府の指揮下に移され、9月23日に紀伊水道で敷設作業を行った。1944年（昭和19年）1月20日、さきの黄海への対潜機雷礁に従事した「常磐」、「西貢丸」、「高栄丸」および「新興丸」を軸に、佐世保鎮守府部隊の中に第十八戦隊が編成された。以後、1月24日と2月18日、3月13日に敷設した北緯31度07分 東経127度45分 / 北緯31.117度 東経127.750度を基点として北緯29度09分 東経126度44分 / 北緯29.150度 東経126.733度にいたる第一機雷礁、4月23日に敷設した北緯26度06分 東経123度20分 / 北緯26.100度 東経123.333度を基点として北緯25度44分 東経122度18分 / 北緯25.733度 東経122.300度にいたる第二機雷礁、6月3日に敷設した北緯27度39分 東経125度35分 / 北緯27.650度 東経125.583度を基点として北緯26度40分 東経124度21分 / 北緯26.667度 東経124.350度にいたる第三機雷礁、6月19日から20日に敷設した北緯24度46分 東経125度30分 / 北緯24.767度 東経125.500度を基点として北緯25度47分 東経126度44分 / 北緯25.783度 東経126.733度にいたる第四機雷礁と東シナ海に大規模な対潜機雷礁を敷設していった。この合間を縫って5月14日には台湾海峡の北緯23度57分 東経118度22分 / 北緯23.950度 東経118.367度を基点として北緯23度25分 東経118度52分 / 北緯23.417度 東経118.867度にいたる海域にも対潜機雷礁を構築。また、一連の敷設作業の合間に聴音機、電波探知機および25ミリ連装機銃が増備され、敷設軌道も増設して搭載可能な機雷数も750個に引き上げられた。
7月、「西貢丸」は「高栄丸」とともに南西方面艦隊の指揮下に移り、フィリピン方面で行動することになった。7月13日門司発のヒ69船団でマニラに向かい、8月1日にラモン湾で防御機雷の敷設を行って8月5日に高雄に到着し、砂糖1,500トンを積み込んで基隆経由長崎に寄港の上、8月16日に佐世保に帰投した。佐世保海軍工廠で修理ののち、九三式機雷1,500個と水際機雷400個を多数搭載してヒ75船団に加入し、9月8日に門司を出港。9月13日から14日は高雄に寄港し、9月17日に水上機母艦「秋津洲」、駆逐艦「夕月」および「卯月」とともにヒ75船団から分離してマニラに向かう。9月18日、「西貢丸」、「秋津洲」と護衛の「夕月」、「卯月」および合流してきた「秋風」は北緯14度20分 東経120度15分 / 北緯14.333度 東経120.250度のバターン半島マリベレスの西南西30キロ地点、コレヒドール島の255度30海里の地点にさしかかったところでアメリカ潜水艦「フラッシャー」の発見するところとなった。10時47分、フラッシャーは魚雷を5本発射し、4本が命中した「西貢丸」は10分程度で沈没した。11月10日付で除籍および解傭。

## 艦長
- 高山忠三 大佐：1941年9月20日[51] - 1943年2月20日
- 山中順一 大佐：1943年2月20日[52]-1944年8月15日
- 亀山峯五郎 大佐：1944年8月15日 - 9月18日戦死 ※同日、海軍少将に特進。[53]